# Vállvonogatás (erőedzés)
A vállvonogatás saját testsúllyal vagy súlyzókkal végzett ellenállásos gyakorlat, mely a trapézizmot dolgoztatja meg.

## Formája és kivitelezése
A gyakorlatot végző megfeszítve áll, a kezek nagyjából váll magasságban széttartva olyan magasan, amennyire csak lehet, majd lassan leereszti a kezeit, miközben a teste többi része nem mozdul. Az emelőnek nem lehetne k olyan szélesek a mozgásai, mint a normális vállvonásnál, amit aktív nyújtás közben végez. Általában azt tekintik jó formának, ha a vállak lejtői vízszintesek a megemelt helyzetben.

## Felszerelés
Súlyzórúd, kézisúlyzó, súlyrúd ellenállásos szalagok vagy Smith-gép  is használható ellenállásnak a kézen felül, azon belül vagy kívül, esetleg azok alatt. A súlyzórudat tarthatja a comb előtt, ami a quadricepszen vagy amögött nyugszik, a térd ínján nyugszik. Ezek használatával kizárják a belső vagy külső fogásokat. Egy vagy két kézisúlyzó vagy  O
kettlebell szintén használható, akár együtt, akár egymással ellentétben. Használható súlyrud is, amikor szükséges egy belső fogás. Az álló lábikra emelő gép is használható, hogx kiváltsa a vállvonó mozdulatot, úgy hogy a párnázott részt vállra veszik, és megpróbálják olyan magasra emelni a vállat, amennyire csak lehet.